# David Live
David Live é o primeiro álbum ao vivo oficial de David Bowie, originalmente lançado pela RCA Records em 1974. Gravado no trecho inicial de sua turnê Norte Americana do álbum Diamond Dogs.
O álbum foi um sucesso comercial ao ser lançado, atingindo o segundo lugar no Reino Unido e entrando no top 10 nos Estados Unidos e no Canadá. No entanto, recebeu críticas amplamente negativas, com muitas reclamações direcionadas aos arranjos musicais e às performances vocais tensas de Bowie. Em 2005, o álbum foi relançado com quatro faixas adicionais e um novo remix de Tony Visconti. Também passou por alguma reavaliação, com alguns críticos considerando o álbum um documento valioso de um período de transição na carreira do artista.

## Faixas
Lado um
1. "1984" – 3:20
2. "Rebel Rebel" – 2:40
3. "Moonage Daydream" – 5:10
4. "Sweet Thing" (com "Sweet Thing"/"Candidate"/"Sweet Thing (Reprise)") – 8:48

Lado dois
1. "Changes" – 3:34
2. "Suffragette City" – 3:45
3. "Aladdin Sane" – 4:57
4. "All the Young Dudes" – 4:18
5. "Cracked Actor" – 3:29

Lado três
1. "Rock 'n' Roll with Me" (Bowie, Warren Peace) – 4:18
2. "Watch That Man" – 4:55
3. "Knock on Wood" (Eddie Floyd , Steve Cropper) – 3:08
4. "Diamond Dogs" – 6:32

Lado quatro
1. "Big Brother" (com "Big Brother"/"Chant of the Ever-Circling Skeletal Family") – 4:08
2. "The Width of a Circle" – 8:12
3. "The Jean Genie" – 5:13
4. "Rock 'n' Roll Suicide" – 4:30